# 李昊乗
李 昊乗 (イ・ホスン、ハングル:이호승 、ラテン翻字: LEE Ho-seung、1989年12月21日 - ) は、大韓民国出身のプロサッカー選手。ポジションはゴールキーパー。

## 経歴
2011年韓国より来日し、コンサドーレ札幌へ入団。この年は開幕からスタメンに名を連ね38試合中36試合に先発出場し、札幌のJ1昇格に貢献した選手の一人となる。
翌2012年も序盤はスタメン出場していたが、5月16日に行われたヤマザキナビスコカップ・大宮戦において左足アキレス腱断裂、全治8～10ヶ月の重症を負ってしまう。その後クラブは7月11日に金載桓を獲得したため、枠の都合上7月13日付で選手登録を抹消となった。
2013年1月8日、コンサドーレ札幌ホームページにて契約合意選手として発表され、2013年度もコンサドーレ札幌にてプレーすることとなった。8月9日、レ・コン・ビンの加入に伴い選手登録を抹消になった。9月24日、練習試合で1年4ヶ月ぶりに実戦に復帰。
2014年は開幕戦からベンチ入り。3月22日のギラヴァンツ北九州戦で1年10ヶ月ぶりに公式戦に出場した。同年はV・ファーレン長崎から加入した金山隼樹の控えに回ることが多かった。
12月1日、J1に復帰した湘南ベルマーレへ2017シーズンからの完全移籍加入が発表された。しかし、秋元陽太の牙城を崩すには至らず、リーグ戦出場は1試合のみだった。
2016年1月6日、Kリーグの全南ドラゴンズへ完全移籍した。
2020シーズンを控え、K3リーグの江陵市庁に入団した。

## 個人成績
| 国内大会個人成績 | 国内大会個人成績 | 国内大会個人成績 | 国内大会個人成績 | 国内大会個人成績             | 国内大会個人成績 | 国内大会個人成績 | 国内大会個人成績 | 国内大会個人成績 | 国内大会個人成績 | 国内大会個人成績 | 国内大会個人成績 |
| 年度             | クラブ           | 背番号           | リーグ           | リーグ戦                     | リーグ戦         | リーグ杯         | リーグ杯         | オープン杯       | オープン杯       | 期間通算         | 期間通算         |
| 年度             | クラブ           | 背番号           | リーグ           | 出場                         | 得点             | 出場             | 得点             | 出場             | 得点             | 出場             | 得点             |
| 日本             | 日本             | 日本             | 日本             | リーグ戦                     | リーグ戦         | リーグ杯         | リーグ杯         | 天皇杯           | 天皇杯           | 期間通算         | 期間通算         |
| ---------------- | ---------------- | ---------------- | ---------------- | ---------------------------- | ---------------- | ---------------- | ---------------- | ---------------- | ---------------- | ---------------- | ---------------- |
| 2011             | 札幌             | 16               | J2               | 36                           | 0                | -                | -                | 0                | 0                | 36               | 0                |
| 2012             | 札幌             | 16               | J1               | 10                           | 0                | 1                | 0                | 0                | 0                | 11               | 0                |
| 2013             | 札幌             | 16               | J2               | 0                            | 0                | -                | -                | 0                | 0                | 0                | 0                |
| 2014             | 札幌             | 16               | J2               | 15                           | 0                | -                | -                | 0                | 0                | 15               | 0                |
| 2015             | 湘南             | 25               | J1               | 1                            | 0                | 4                | 0                | 2                | 0                | 7                | 0                |
| 韓国             | 韓国             | 韓国             | 韓国             | リーグ戦                     | リーグ戦         | リーグ杯         | リーグ杯         | FA杯             | FA杯             | 期間通算         | 期間通算         |
| 2016             | 全南             | 21               | クラシック       |                              |                  |                  |                  |                  |                  |                  |                  |
| 通算             | 日本             | 日本             | J1               | 11                           | 0                | 5                | 0                | 2                | 0                | 18               | 0                |
| 通算             | 日本             | 日本             | J2               | 51                           | 0                | -                | -                | 0                | 0                | 51               | 0                |
| 通算             | 韓国             | 韓国             | クラシック       | \|\|\|\|\|\|\|\|\|\|\|\|\|\| |                  |                  |                  |                  |                  |                  |                  |
| 総通算           | 総通算           | 総通算           | 総通算           | 62                           | 0                | 5                | 0                | 2                | 0                | 69               | 0                |

- Jリーグ初出場 - 2011年3月5日 J2 第1節 vs愛媛FC (ニンジニアスタジアム)

## 代表歴
- 2010年 韓国大学選抜
- 2010年 U-21韓国代表候補